# Putty Hill
Pour plus de détails, voir Fiche technique et Distribution.
Putty Hill est un film dramatique indépendant américain réalisé en 2010 par Matthew Porterfield.

## Synopsis
Il se présente comme un faux documentaire dédié à un jeune homme mort d'une overdose et dont le parcours est reconstitué à partir des témoignages de son entourage et de quelques habitants du quartier déshérité de Baltimore où il a vécu. Le film commence par des interviews des proches du jeune homme, réunis pour son enterrement.

## Caractéristiques
Le film a été tourné avec une caméra HD Panasonic, en douze jours. La mise en scène est très simple et semble articulée autour de la musique.

## Fiche technique
- Titre : Putty Hill
- Réalisation : Matthew Porterfield
- Scénario : Jordan Mintzer et Matthew Porterfield
- Direction artistique : Sophie Toporkoff
- Décors : Brian Rzepka
- Costumes : Sara Jane Gerrish
- Montage : Marc Vives
- Musique : Annie Lin
- Photographie : Jeremy Saulnier
- Son :
- Production :
- Sociétés de production :
- Sociétés de distribution :  The Cinema Guild
- Pays d’origine :  États-Unis
- Langue originale : anglais
- Durée : 85 minutes
- Format :
- Genre : Film dramatique
- Dates de sortie[3] :
  -  États-Unis : 17 février 2011
  -  France : 7 septembre 2011

## Distribution
- Sky Ferreira : Jenny
- Zoe Vance : Zoe
- Cody Ray : Cody
- Dustin Ray : Dustin

## Réception
La première de Putty Hill a été organisée au Berlin Film Festival. Il a été bien accueilli par la critique européenne et américaine, et est sélectionné dans de nombreux festivals. Il reçoit ainsi le grand prix du jury au Festival international du film de La Roche-sur-Yon. Le critique américain Roger Ebert lui décerne quatre étoiles sur 4. La sortie en France en septembre 2011 a été discrète et a été suivie de la publication d'un DVD en février 2012. Le film y bénéficie toutefois d'un accueil critique favorable : l'hebdomadaireTélérama, le webzine Critikat ou encore le blog Il a osé ! font de Putty Hill une œuvre intéressante révélatrice d'un cinéaste indépendant américain prometteur et singulier.